# قائمة زملاء الجمعية الملكية المنتخبين في 2012
هذه الصفحة تعرض قائمة زملاء الجمعية الملكية المُنتخبين لعام 2012.None

## الزملاء
- Tejinder Virdee [الإنجليزية]‏
- Jeremy Burroughes [الإنجليزية]‏
- Gabriel Waksman [الإنجليزية]‏
- ستيف جونز
- شانكار بالاسوبرامانيان
- هرمان هوزر
- Chandrashekhar Khare [الإنجليزية]‏
- ألان بندي
- Margaret Robinson [الإنجليزية]‏
- بريان شميدت
- راسيل لاند [الإنجليزية]‏
- Ian Walmsley [الإنجليزية]‏
- David Owen Morgan [الإنجليزية]‏
- Gordon Dougan [الإنجليزية]‏
- Ian Calman Muir MacLennan [الإنجليزية]‏
- ميشيل دوغرتي
- Tony Kouzarides [الإنجليزية]‏
- Chris D. Thomas [الإنجليزية]‏
- K. Vijayraghavan [الإنجليزية]‏
- Mathukumalli Vidyasagar [الإنجليزية]‏
- كريس هال
- Daniel Wolpert [الإنجليزية]‏
- ديفيد ماكميلان (عالم)
- ديفيد كلينيرمان
- John Aggleton [الإنجليزية]‏
- Christopher Dye [الإنجليزية]‏

## الأعضاء الأجانب
- بول إرليخ
- Denis Duboule [الإنجليزية]‏
- راينهارد جنزيل
- بوني لين باسلر
- تشو قوانغتشو
- أبيلينو كورما